# Eriophorum tenellum
Eriophorum tenellum är en halvgräsart som beskrevs av Thomas Nuttall. Eriophorum tenellum ingår i släktet ängsullssläktet, och familjen halvgräs. Inga underarter finns listade i Catalogue of Life.